# 何塞·莫里略
何塞·莫里略（西班牙語：José Morillo，1962年5月28日—），生于塔拉薩，西班牙男子水球运动员。他曾代表西班牙国家队参加1984年夏季奥林匹克运动会水球比赛，获得第四名。